# Легион (футбольный клуб, Махачкала)
«Легио́н» — российский футбольный клуб из Махачкалы, выступающий во Второй лиге. Основан 1 октября 2015 года под названием «Легион», в период с 1 июля 2016 по 13 июля 2022 года именовался «Легио́н Дина́мо».

## История
Клуб основан в 2015 году бывшим футболистом «Анжи» Шамилем Лахияловым. В первый год своего существования команда, первоначально называвшаяся «Легион», выиграла ряд любительских турниров, в числе которых были Кубок Дагестана и Кубок города.
В июне 2016 года клуб прошёл лицензирование и был заявлен для участия в первенстве второго дивизиона России в зоне «Юг» 2016/17. С 1 июля клуб стал называться «Легион Динамо», так как команда получила возможность проводить свои домашние матчи на республиканском стадионе «Динамо» (при этом команда «Судостроитель» была преобразована в «Легион-Судостроитель» и стала фарм-клубом «Легиона Динамо»). В дебютном сезоне 2016/17 «легионеры» только в заключительном туре, благодаря выигрышу у ростовского СКА, сумели уйти с последнего места в итоговой таблице розыгрыша.
В конце 2020 года на встрече президента клуба Шамиля Лахиялова с врио главы Республики Дагестан Сергеем Меликовым было рассказано об идее возрождения махачкалинского «Динамо». В январе 2021 года на встрече Лахиялова с заместителем председателя общества «Динамо» и с одним из учредителей ФК «Легион Динамо» Абдулбековым была достигнута договорённость о начале в ближайшее время процедуры по смене названия клуба на «Динамо». Однако в итоге «Динамо» было воссоздано на базе клуба «Махачкала»; официальная презентация возрождённой команды состоялась 29 июня 2021 года. В июле 2022 года ФК «Легион Динамо» официально сменил название на «Легион».

## Названия
- 2015—2016 и с 2022 — «Легион»
- 2016—2022 — «Легион Динамо»

## История выступлений
| Первенство России | Первенство России                   | Первенство России | Первенство России | Первенство России | Первенство России | Первенство России | Первенство России | Первенство России | Кубок России            |
| Сезон             | Лига                                | Место             | И                 | В                 | Н                 | П                 | Голы              | О                 | Кубок России            |
| ----------------- | ----------------------------------- | ----------------- | ----------------- | ----------------- | ----------------- | ----------------- | ----------------- | ----------------- | ----------------------- |
| 2016/17           | Первенство ПФЛ, группа «Юг»         | 15 из 16          | 30                | 6                 | 6                 | 18                | 22-52             | 24                | 1/32                    |
| 2017/18           | Первенство ПФЛ, группа «Юг»         | 9 из 17           | 32                | 11                | 10                | 11                | 32-29             | 43                | 1/128                   |
| 2018/19           | Первенство ПФЛ, группа «Юг»         | 7 из 15           | 28                | 11                | 9                 | 8                 | 30-21             | 42                | 1/128                   |
| 2019/20           | Первенство ПФЛ, группа «Юг»         | 5 из 16           | 19                | 7                 | 6                 | 6                 | 18-21             | 27                | 1/128                   |
| 2020/21           | Первенство ПФЛ, группа 1            | 4 из 17           | 32                | 16                | 13                | 3                 | 56-22             | 61                | 1/64                    |
| 2021/22           | Второй дивизион ФНЛ, группа 1       | 7 из 17           | 32                | 12                | 10                | 10                | 44-31             | 46                | груп. (1/32)            |
| 2022/23           | Вторая лига, группа 1               | 9 из 13           | 32                | 11                | 6                 | 15                | 41-46             | 39                | 2-й раунд пути регионов |
| 2023              | Вторая лига, дивизион «Б», группа 1 | 4 из 14           | 18                | 6                 | 7                 | 5                 | 24-21             | 25                | 3-й раунд пути регионов |

1. ↑  Первенство проходило в два этапа, на втором этапе в подгруппе «Б» (за 7—13-е места) учитывалась часть матчей первого этапа. Приведены суммарные показатели в сыгранных матчах.
2. ↑  Первенство проходило в два этапа, на втором этапе в подгруппе «А» (за 1—6-е места) учитывалась часть матчей первого этапа. Приведены суммарные показатели в сыгранных матчах.

## Стадион
В сезонах 2016/17—2021/22 домашним стадионом являлся стадион «Динамо» (вместимость — 12 100 зрителей). В сезоне 2022/23 домашним стадионом стал стадион «Труд» имени Исинбаевой (после того как по ходу сезона закрылся на реконструкцию, команда стала проводить домашние матчи вне Махачкалы).

## Достижения
Первенство ПФЛ (группа 1, экс-«Юг»)
- 4-е место 2020/21

Кубок России
- 1/32 финала: 2016/17
- Элитный групповой раунд: 2021/22

## Тренерский штаб
| Имя                  | Должность               |
| -------------------- | ----------------------- |
| Ахмад Магомедкамилов | И. о. главного тренера  |
| Ярмет Ярметов        | Тренер по физподготовке |

## Руководство
| Имя              | Должность           |
| ---------------- | ------------------- |
| Шамиль Лахиялов  | Президент клуба     |
| Магомед Лахиялов | Спортивный директор |

## Рекорды

### Рекорды игроков

#### По количеству матчей
- Это список игроков с наибольшим количеством матчей в истории клуба.
- Жирным шрифтом выделены футболисты, продолжающие выступления в клубе.
- По состоянию на 14 марта 2020 года.

| №  | Имя                 | Период           | Лига | Кубок | Всего |
| -- | ------------------- | ---------------- | ---- | ----- | ----- |
| 1  | Юрий Удунян         | 2016—2019, 2019— | 93   | 6     | 99    |
| 2  | Амир Мохаммад       | 2016—2018, 2019— | 78   | 5     | 83    |
| 3  | Гамзат Омаров       | 2016—2019        | 76   | 5     | 81    |
| 4  | Марат Гафаров       | 2016—            | 71   | 3     | 74    |
| 5  | Фатулла Фатуллаев   | 2016—2019        | 70   | 3     | 73    |
| 6  | Микаил Зайцев       | 2016—2018        | 67   | 5     | 72    |
| 7  | Ислам Акаев         | 2017—2020        | 61   | 2     | 63    |
| 8  | Шарапудин Шалбузов  | 2017—            | 60   | 2     | 62    |
| 9  | Шамиль Саадуев      | 2016—            | 60   | 2     | 62    |
| 10 | Алил Магомедов      | 2017—            | 56   | 2     | 58    |
| 11 | Абумуслим Богатырёв | 2018—            | 56   | 2     | 58    |
| 12 | Рашид Магомедов     | 2018—            | 54   | 2     | 56    |

#### По количеству голов
- Это список игроков с наибольшим количеством голов в истории клуба.
- Жирным шрифтом выделены футболисты, продолжающие выступления в клубе.
- По состоянию на 14 марта 2020 года.

| № | Имя                 | Период           | Голы | Матчи |
| - | ------------------- | ---------------- | ---- | ----- |
| 1 | Юрий Удунян         | 2016—2019, 2019— | 17   | 99    |
| 2 | Рашид Магомедов     | 2018—            | 16   | 56    |
| 3 | Амир Мохаммад       | 2016—2018, 2019— | 15   | 83    |
| 4 | Шамиль Саадуев      | 2016—            | 11   | 62    |
| 5 | Тофик Кадимов       | 2016—2017        | 8    | 28    |
| 6 | Абумуслим Богатырёв | 2018—            | 7    | 58    |
| 7 | Дени Далиев         | 2016—2017        | 4    | 31    |
| 8 | Джабраил Кадиев     | 2019—            | 3    | 12    |

## Главные тренеры
| Имя                          | Период    |
| ---------------------------- | --------- |
| Мурад Абдулов                | 2015—2016 |
| Муслим Далиев                | 2016—2017 |
| Магомед Адиев                | 2017      |
| Ренат Избулатов (и. о.)      | 2018      |
| Анзур Садиров                | 2018—2019 |
| Ахмад Магомедкамилов (и. о.) | 2019      |
| Ренат Избулатов              | 2019—2023 |
| Ахмад Магомедкамилов (и. о.) | 2023—н.в. |